# 劳恩贝格
劳恩贝格（德語：Rauenberg，發音：[ˈʁaʊənˌbɛʁk] ⓘ）是德国巴登-符腾堡州卡尔斯鲁厄行政区莱茵-内卡县的城市，面积11.12平方千米，2023年12月31日人口为8,727人。